# Naarajärvi (sjö i Kouvola, Kymmenedalen)
Naarajärvi är en sjö i kommunen Kouvola i landskapet Kymmenedalen i Finland. Arean är 29 hektar och strandlinjen är 5,98 kilometer lång.  Den  ingår i Kymmene älvs huvudavrinningsområde.  Sjön ligger omkring 73 kilometer norr om Kotka och omkring 150 kilometer nordöst om Helsingfors. 
I sjön finns ön Vasikkasaari. 